# Wereldkampioenschappen boksen 1989
De wereldkampioenschappen boksen 1989 vonden plaats van 17 september tot en met 1 oktober 1989 in Moskou, Sovjet-Unie. Het onder auspiciën van  AIBA georganiseerde toernooi was de vijfde editie van de Wereldkampioenschappen boksen voor mannen, waarbij 236 boksers uit 43 landen streden om de medailles in twaalf gewichtsklassen.

## Medailles
| Gewichtsklasse                | Goud               | Zilver                   | Brons                                |
| ----------------------------- | ------------------ | ------------------------ | ------------------------------------ |
| Lichtvlieggewicht (– 48 kg)   | Eric Griffin       | Rogelio Marcelo          | Kim Dok-Nam Nshan Munchyan           |
| Vlieggewicht (– 51 kg)        | Yuri Arbachakov    | Pedro Orlando Reyes      | Li Gwang-Sik Krzysztof Wróblewski    |
| Bantamgewicht (– 54 kg)       | Enrique Carríón    | Serafim Todorov          | Li Yong-Ho Luigi Quitadamo           |
| Vedergewicht (– 57 kg)        | Ayrat Khamatov     | Kirkor Kirkorov          | Arnaldo Mesa Jamie Nicolson          |
| Lichtgewicht (– 60 kg)        | Julio González     | Andreas Zülow            | Tonga McClain Konstantin Tszyu       |
| Halfweltergewicht (– 63,5 kg) | Igor Ruzhnikov     | Andreas Otto             | Vukašin Dobrašinović Michael Carruth |
| Weltergewicht (– 67 kg)       | Francisc Vaştag    | Siegfried Mehnert        | Raúl Márquez Vladimir Ereshchenko    |
| Halfmiddengewicht (– 71 kg)   | Israel Akopkokhyan | Torsten Schmitz          | Rudel Obreja Salem Karim Kabbary     |
| Middengewicht (– 75 kg)       | Andrey Kurnyavka   | Angel Espinosa           | Zoltán Fuzesy Sven Ottke             |
| Halfzwaargewicht (– 81 kg)    | Henry Maske        | Pablo Romero             | Nurmagomed Shanavazov Sandór Hranek  |
| Zwaargewicht (– 91 kg)        | Félix Savón        | Evgeni Sudakov           | Axel Schulz Bert Teuchert            |
| Superzwaargewicht (+ 91 kg)   | Roberto Balado     | Aleksandr Miroshnichenko | Maik Heydeck Ladislav Husarik        |

## Medaillespiegel
| Plaats | Land                           | Goud | Zilver | Brons | Totaal |
| 1      | Sovjet-Unie                    | 5    | 2      | 4     | 11     |
| 2      | Cuba                           | 4    | 4      | 1     | 9      |
| 3      | Duitse Democratische Republiek | 1    | 4      | 2     | 7      |
| 4      | Verenigde Staten               | 1    | 0      | 2     | 3      |
| 5      | Roemenië                       | 1    | 0      | 1     | 2      |
| 6      | Bulgarije                      | 0    | 2      | 0     | 2      |
| 7      | Noord-Korea                    | 0    | 0      | 3     | 3      |
| 8      | Bondsrepubliek Duitsland       | 0    | 0      | 2     | 2      |
| 8      | Hongarije                      | 0    | 0      | 2     | 2      |
| 10     | Australië                      | 0    | 0      | 1     | 1      |
| 10     | Tsjecho-Slowakije              | 0    | 0      | 1     | 1      |
| 10     | Egypte                         | 0    | 0      | 1     | 1      |
| 10     | Ierland                        | 0    | 0      | 1     | 1      |
| 10     | Italië                         | 0    | 0      | 1     | 1      |
| 10     | Polen                          | 0    | 0      | 1     | 1      |
| 10     | Joegoslavië                    | 0    | 0      | 1     | 1      |
| Totaal | Totaal                         | 12   | 12     | 24    | 48     |